# Полтергейст (фільм, 2015)
Полтергейст (англ. Poltergeist) — американський фільм 2015 режисера Гіла Кенана. Ремейк  однойменного фільму 1982. Фільм вийшов у прокат 22 травня 2015 .

## Сюжет
Ерік й Емі Бовен разом зі трьома дітьми шукають новий будинок. Еріка нещодавно звільнили, але вони знаходять відповідний для них будинок, нещодавно виставлений на продаж, і переїжджають.
У першу ніч сім’я чує дивні звуки в стінах та їхній син Гріффін знаходить коробку з ляльками клоунів, залишену в будинку. Уночі світло й електронні прилади раптово розпочинають умикатися й вимикатися. Гріффін спускається донизу й бачить, як Медісон розмовляє з кимось у телевізорі. Ерік й Емі дізнаються, що будинок було збудовано на місці старого кладовища, і коли його зводили, перевезли тільки надгробки, а не тіла..

## У ролях
- Сем Роквелл - Ерік Бовен
- Розмарі ДеВітт - Емі Бовен
- Джаред Гарріс
- Джейн Адамз
- Сьюзен Геярд
- Ніколас Браун
- Карен Івани

## Українськомовне дублювання
Українськомовне дублювання створено у 2015 році на студії Postmodern Postproduction на замовлення компанії UFD.

## Сприйняття
Фільм отримав в основному негативні відгуки критиків. На сайті Rotten Tomatoes фільм має рейтинг 33% з середнім балом 4,8 з 10 на основі 100 рецензій . На сайті Metacritic фільм має оцінку 47 з 100 балів на основі рецензій 27 критиків, що відповідає статусу «змішані або середні відгуки» .